# Wilhelm-Erb-Gymnasium

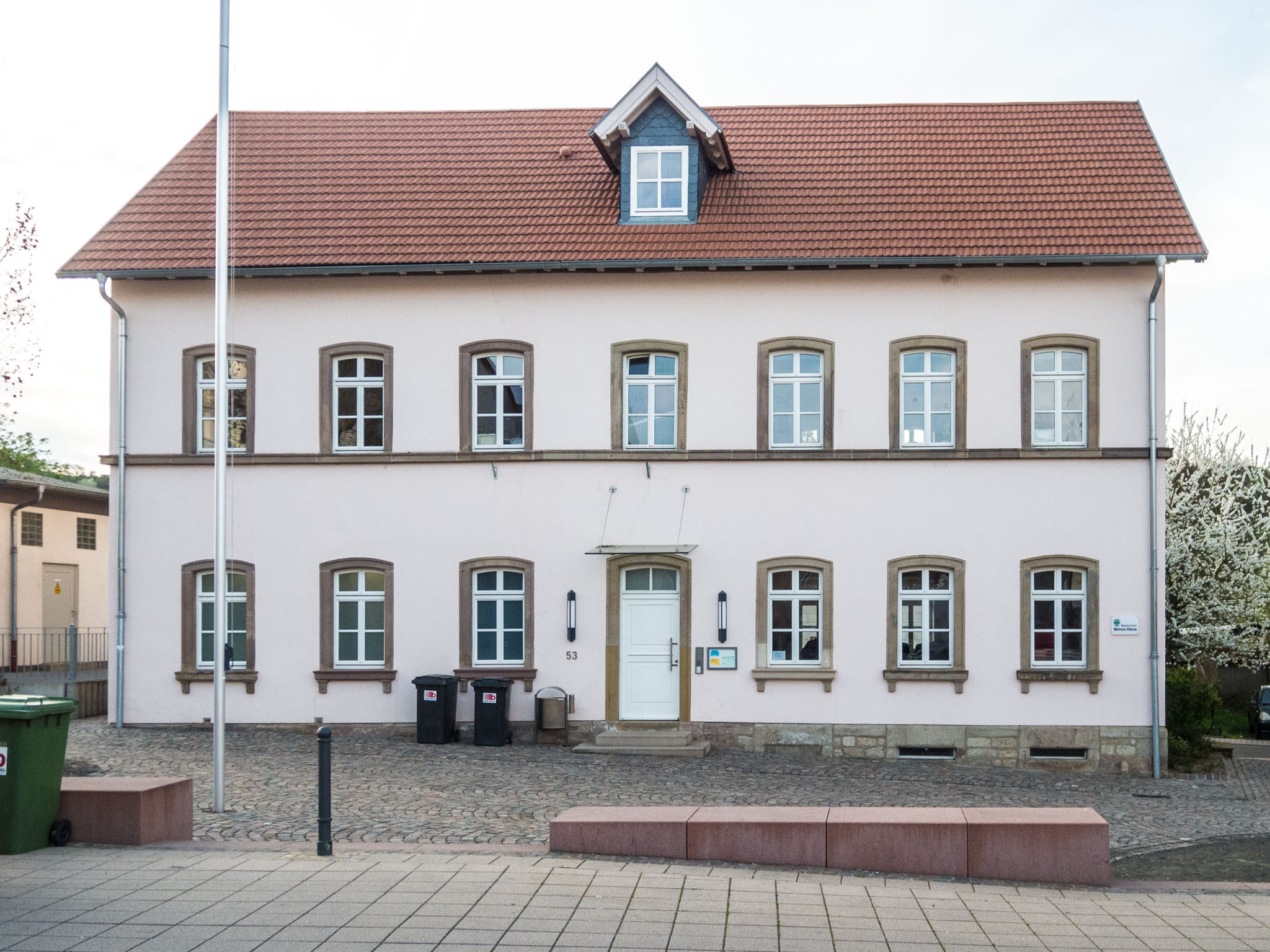
Gebäude der ehemaligen Lateinschule in der Schloßstraße

Das Wilhelm-Erb-Gymnasium ist ein Gymnasium in der pfälzischen Ortsgemeinde Winnweiler. Es handelt sich um eine öffentliche Schule in Trägerschaft des Donnersbergkreises. Die Schule ist nach dem Pathologen und Neurologen Wilhelm Erb benannt, der in Winnweiler geboren wurde. Heute werden an der Schule etwa 510 Schüler von 52 Lehrern unterrichtet.

## Geschichte
Am 16. Oktober 1873 wurde in Winnweiler eine Lateinschule gegründet. Diese Schule befand sich in einem heute noch existierenden Gründerzeitbau in der Schloßstraße 53, der heute unter Denkmalschutz steht. Nachdem bereits an der Lateinschule ein Realschulzweig eingeführt wurde, wurde im Jahr 1927 aus der Lateinschule eine Realanstalt. Zwei Jahre später zog die Schule an ihren heutigen Standort in der Gymnasiumstraße um. Nach dem Zweiten Weltkrieg wurde aus der Realanstalt 1949 ein Progymnasium. Schließlich wurde das Progymnasium im Jahr 1967 zu einem Vollgymnasium ausgebaut, seither mussten die Schüler nicht mehr nach Kaiserslautern reisen, um ihr Abitur abzuschließen. Im Rahmen dessen entstand im Jahr 1973 der heutige Neubau der Schule.
Im August 2017 wurde das Gymnasium anonym im Internet bedroht, was polizeiliche Ermittlungen nach sich zog. Die Polizei ergriff Sicherheitsmaßnahmen, der Unterricht konnte fortgesetzt werden. Die Drohung stellte sich im Nachhinein als schlechter Scherz einer Schülerin heraus.

## Besonderheiten
Das Wilhelm-Erb-Gymnasium ist Teil des Netzwerkes Bildung für nachhaltige Entwicklung Rheinland-Pfalz, welches die Schüler dazu animieren soll, nachhaltige Entscheidungen zu treffen. Dazu zählen die Projekte:
- Netzwerk Gesundheit-21
- GLOBE-Netzwerk
- Schulgarten mit „Grünem Klassenzimmer“* Energiewarte in allen Klassen
- Mülltrennung in allen Klassen
- Streitschlichter

Am 19. September 2016 fand in Zusammenarbeit mit "act orange" ein Nachhaltigkeitstag am WEG statt.
Beim 2017 von der Hochschule Kaiserslautern initiierten Wettbewerb "3. Lautrer Solar Power Competition", das im Rahmen des Programms „Wissen schafft Zukunft“ des Ministeriums für Bildung, Wissenschaft, Weiterbildung und Kultur des Landes Rheinland-Pfalz gefördert wird, erreichte das Wilhelm-Erb-Gymnasium die ersten zwei Plätze.
Weiterhin führt die Schule regelmäßig Schüleraustausche mit französischen Schulen durch.
Sowohl 2014 als auch 2017 kamen Preisträger des Wettbewerbs Jugend forscht aus dem WEG.

## Ehemalige Schüler
- Mark Forster
- Ulrike Schönfelder
- Stefan Forster